# (13556) 1992 OY7
1992 أو واي 7 (ويعرف أيضًا باسم (13556) 1992 أو واي 7 وفق تسمية الكوكب الصغير) (بالإنجليزية: 1992 OY7)‏ هو كويكب ضمن حزام الكويكبات؛ وترتيبه 13556 من حيث الاكتشاف.
اكتُشف هذا الجُرم الفلكي بواسطة Álvaro López-García ‏ في 21 يوليو 1992.

## وصلات خارجية
- (13556) 1992 OY7 في قاعدة بيانات مختبر الدفع النفاث لأجرام النظام الشمسي الصغيرة

- الاكتشاف · مخطط المدار ·  العناصر المدارية · المعلمات المادية

- (13556) 1992 OY7 على موقع ويكي سكاي: DSS2, SDSS, GALEX, IRAS, Hydrogen α, X-Ray, Astrophoto, Sky Map, Articles and images